# Rudolf Fastenrath
Rudolf Fastenrath (* 12. März 1856 in Halver, Westfalen; † 4. Dezember 1925 in Lamone), ab 1905 Ehrenbürger von Magliaso, war ein deutscher Heilpraktiker und Schriftsteller.

## Leben
Rudolf Fastenrath war ein Sohn von Wilhelm Fastenrath, Gelbgiesser, und Karoline Bürger. Im Jahr 1872 eröffnete Fastenrath ohne Medizinstudium in Herisau eine Praxis für Geschlechtskrankheiten und löste damit einen Skandal aus. Nach vorübergehendem Berufsverbot betrieb er ab 1874 eine lukrative homöopathische Privatklinik. Ab circa 1878 war dieser ein Versandhandel mit homöopathischen Heilmitteln und Kaffee angegliedert. Im Jahr 1905 übersiedelte er nach Magliaso, später nach Bedigliora und dann nach Lamone. 
Fastenrath war ein eifriger Tourismusförderer: Von 1891 bis 1893 initiierte er Bergbahnprojekte auf den Gäbris und den Säntis. Ab 1902 bis 1907 besass er die Bad- und Kuranstalt Gontenbad. In den Jahren 1903 und 1904 baute er eine Tonhalle für 600 Personen mit angeschlossenem Kurhotel in Herisau. Er begründete den Fremdenverkehr im Malcantone durch den Aufbau des Verkehrsbüros Magliaso. Fastenrath verfasste Volkstheaterstücke und Heimatliederzyklen. Von 1874 bis 1879 gab er die Monatszeitschrift Schweizerische Dichterhalle heraus. 1917 veröffentlichte er den stark autobiografisch gefärbten Roman Lebensabend.

## Werke
- Grüetz di Gott, mi Appezell!  Lieder-Zyklus von Rudolf Fastenrath, komponiert von Gustav Baldamus, illustriert von Eugen Schmidhauser. Magliaso: Verlagsbuchhandlung Ceresio 1906.
- Rudolf Fastenrath: Neu-Deutschlands Dichterschatz: Blätter und Blüten aus den Werken deutscher, österreichischer und schweizerischer Dichter und Dichterinnen der Gegenwart. Magliaso: Verlagsbuchhandlung Ceresio 1910.